# دان كولمان (ملحن)
دان كولمان (بالإنجليزية: Dan Coleman) هو ملحن أمريكي، ولد في 12 يناير 1972.

## وصلات خارجية
- الموقع الرسمي
- دان كولمان على موقع IMDb (الإنجليزية)
- دان كولمان على موقع ميوزك برينز (الإنجليزية)
- دان كولمان على موقع ديسكوغز (الإنجليزية)